# Glyphotmethis holtzi
Glyphotmethis holtzi är en insektsart som först beskrevs av Werner 1901.  Glyphotmethis holtzi ingår i släktet Glyphotmethis och familjen Pamphagidae.

## Underarter
Arten delas in i följande underarter:
- G. h. turcicus
- G. h. brachypterus
- G. h. pulchripes
- G. h. holtzi